# Metin2
A Metin2 (hangul: 메틴2, Kínában 倚天2 néven ismert) a dél-koreai Ymir Entertainment Co. Ltd. által 2005-ben kiadott MMORPG játék. 2006 óta a német Gameforge 4D GmbH világszerte 17 nyelven jelentette meg többek közt Németországban, Magyarországon, Franciaországban, az Egyesült Királyságban, Romániában, Olaszországban, Mexikóban, Törökországban, az Egyesült Arab Emírségekben és az Amerikai Egyesült Államokban is. A magyar verzió régen 6 szerverből állt, ezek nevei: Pegasus, Draco, Altair, Aquila, Auriga, illetve Orion.
Az első magyar szerver, a Pegasus 2009. február 11-én indult el. Azóta, a játékosszám drasztikus csökkenése miatt egy egységes megállapodás alapján a hat szervert több lépésben összevonták, melynek neve Continuum lett. Később, létrejött két kisebb szerver: Discordia, és Lacerta, amelyek kihasználtsága nem volt nyereséges, így ismét összevonták a szervereket. 2019. július 17-én elindult a Rubinum nevű szerver, miután a Gameforge pert nyert az ellen, hogy a Rubinum2 nevű privát szerver üzemelhessen. A szerver elsődleges célja, hogy a Rubinum2 egykori játékosai a legálisan licenszelt Metin2-vel játszanak – A szerveren 100%-os EXP és Tárgydobási esély szorzója van. A jelenlegi csapat azt is elárulta, hogy nem tervezi azt, hogy összevonják a Continuum szerverrel, mivel ha erre a szerverre térnek át a játékosok, az nyereséges lesz a Gameforgenak. A név változatlanul Continuum maradt. A G4BOX Inc. 2006 és 2013 között Észak-Amerikában üzemeltetett Metin2-szervereket angol nyelven, ezek játékosai később a Gameforge amerikai szerverére „költözhettek át”. Az egyik legelismertebb üzemeltető a szingapúri TEC Interactive Pte, mely angol nyelven működteti a játékot.
A Webzen 2011 februárjában felvásárolta az Ymir Entertainmentet, ezt követően az új tulajdonos 2013 márciusában, kereken 8 év üzemelés után anyagi okok miatt bezárta az eredeti, dél-koreai szervert. Azzal indokolták döntésüket, hogy inkább a játék további fejlesztésére koncentrálnak. A többi szerveren (így a magyarországin is) továbbra is jelennek meg a Metin2-höz tartozó frissítések. A leállás óta egy jóvátételi útmutató, és egy őszinte üzenet fogadja a látogatókat a koreai oldalon: „Köszönjük, hogy szerettétek a Metin2-t.”
A Metin2 ingyen letölthető és játszható. Elméletben nélkülözhetőek a fizetős szolgáltatások, azonban a játékosok egyetértenek abban, hogy ezek nélkül a játékmenet előbb lelassul, majd élvezhetetlenné válik.

## Háttértörténet
A Metin2 egy kitalált távol-keleti világban játszódik, mely a történet szerint eredetileg egyetlen birodalom volt. A „metinkőnek” nevezett meteorit becsapódása miatt a növény- és állatvilág agresszívvá vált, majd a káosz három részre szakította a birodalmat – az egyik utódja nyugaton, a másik keleten, a harmadik pedig délen található. A köztük és az északon fekvő helyek semleges, kipusztult helyek. A játékos választ a birodalmak közül, célja pedig a vadállatok lecsillapítása és a meteorit darabjainak elpusztítása.

## Játékmenet

### Birodalmak
Az alaptörténet szerint az államalapító, Yi Seop (이섭) páncélos lovasságának révén meghódította az egész kontinenst, és létrehozta az első egységes nemzetet. Az Óbirodalom 170. éve körül erős nemzetet épített, amely a Nyugattal folytatott aktív kereskedelmen alapult, de a mágikus Metin kövek hullása meggyengítette a hatalmát és elszigetelődött a külvilágtól. Ahogy az egész kontinensen elkezdtek hullani a mágikus meteoritok, a birodalom megroppant, a császár, Yi Yoo (이유, I Ju) halála után három részre szakadt, majd véres örökösödési háború vette kezdetét.
A három birodalom zászlói a három alapszín – egyben Korea három nemzeti színe. A birodalmak csak földrajzi adottságaikban különböznek. A semleges orkvölgy fontosabb vadászterületeit (főleg a középső, fekete orkok lakta részt) a játékosok általában a birodalmi átjárók iránya alapján osztják fel a birodalmak közt. Lényeges a Jinno birodalomban – kisebb karakterek számára előnyös – általában „temetőnek” nevezett terület is, melynek a másik két birodalombeli megfelelője lényegesen gyengébb vadászterület. Az ellenséges birodalmak karaktereit a fejük fölött lebegő színes zászlók jelzik. A különböző birodalmak játékosai csak valódi pénzért, illetve yangért vásárolt ideiglenes gyűrűvel, vagy megfelelő nyelvtudású karakterrel láthatják egymás üzeneteit.
A Shinsoo (신수; 新受, Sinszu) a piros birodalom, amelyet kereskedői közösségek alapítottak meg. A fő mozgatórúgója a kereskedelem.
Területei:
1. Yongan (영안읍성; 永安邑城)
2. Jayang (자양현; 資陽縣)
3. Jungrang (중랑현; 中浪縣)
4. Miryang (밀양현; 密陽縣)

A Chunjo (천조; 天調, Cshondzso) a sárga birodalom, amelyet a néhai császár unokaöccse, Yoon Young (윤영, Jun Jong) alapított meg. A fő mozgatórúgója a vallás.
Területei:
1. Joan (조안읍성; 潮安邑城)
2. Bokjung (복정현; 福鼎縣)
3. Waryong (와룡현; 臥龍縣)
4. Songpa (송파현; 松坡縣)

A Jinno (진노; 進勞, Csinno) a kék birodalom, amelyet a néhai császár törvényes fia, Yi Ryoong (이륭, I Rjung) alapított meg. A fő mozgatórúgója a hadsereg. Ez többnyire jelképes, a játék során csak egyetlen tekintetben érvényesül: a városokban található főtér Shinsooban rendelkezik a legnagyobb PvP-védett körrel, míg Jinnoban a legkisebbel. Ez a birodalomközi postaként is használható raktár, valamint a kereskedők elérése miatt lényeges, ugyanis a játékosok agressziója nagyban nehezíti ezek használatát az ellenséges játékosok számára.
Területei:
1. Pyungmoo (평무읍성; 平武邑城)
2. Bakra (박라현; 薄羅縣)
3. Imha (임하현; 林河縣)
4. Daeyami (대야미현; 大夜味縣)

### Semleges térképek
A játék több, egymástól különálló térképből áll, amelyek eltérő funkciókat töltenek be és egyedi NPC-k lelhetőek fel rajtuk.
- Sohan-hegység (Jégföld)
- Yongbi sivatag
- Seungryong völgy (Orkföld)
- Hwang templom
- Démon-torony
- Az Ördög katakombája
- Doyumhwaji (Tűzföld)
- Szellem-erdő
- Vörös erdő
- Óriások földje
- Kígyórét
- Meley barlangja
- Zodiákus templom
- Majom kazamaták
  - Kezdő majomkazamata
  - Normál majomkazamata
  - Profi majomkazamata
- Pók barlangok
  - Pók kazamata
  - Pók kazamata 2
  - Pók kazamata 3
  - Pók bárónő kamrája
- Lélekbarlangok
  - Lélekbarlang
  - Lélekbarlang 2
  - Sárkány terem
- Gautama-szikla
- Mennydörgés-hegység
- Nefrit-öböl
- Sárkánytűz-fok
- Hajó megvédése
- Új kontinens
  - Kikötő

### Karakterfejlődés, felszerelés
A karakterfejlődéshez szükséges tapasztalati pontokat, valamint a játékbeli pénzt (yang) küldetések teljesítésével és vadászattal lehet megszerezni. Legtöbb esetben a küldetések is adott típusú szörnyek vadászatával teljesíthetők. A játék előrehaladtával a küldetésen kívüli vadászat kerül előtérbe: a játékosnak minél nagyobb tömegben kell szörnyeket elpusztítania, hogy érdemi mennyiségű tapasztalatot és zsákmányt szerezzen. Ebben segítségére van, hogy az ütések (a készségek egy részéhez hasonlóan) területre hatnak, a szörnyek pedig 3-4 fős csoportokban védekeznek, így alkalmanként 15-20 szörny is „begyűjthető” – ennek ellenére már kisebb szinteken is több órányi ilyen „vadászat” szükséges 1-1 szintlépéshez, vagy a felszerelésre, könyvekre szükséges yang előteremtéséhez. A játékosok kereskedhetnek egymással egy csereablak segítségével, vagy a karaktert bolttá változtatva. Ezért – megfelelő üzleti érzékkel – lehetséges a javak beszerzése vadászat nélkül is.
A játékosok – legfeljebb nyolcfős – csoportban is harcolhatnak. Ilyenkor egyáltalán nem tudják megtámadni egymást, valamint a szörnyek megöléséből származó tapasztalati pontok szétoszlanak, a csoport vezetőjének döntése alapján egyenlően, vagy a karakterek szintjétől függően. Egy játékos nála legfeljebb 30 szinttel kisebb, vagy nagyobb karaktereket hívhat magával csoportba. A csapatvezető vezetés nevű képességének szintje határozza meg, hogy milyen bónuszokat tud a csoport tagjaihoz rendelni. A vezetés képességet 3 könyvvel (Sunzi harcművészet, Wuzi harcművészet, WeiLiao Zi) lehet fejleszteni.
Gyakori, hogy egy játékos egy tőle erősebbnek tűnő karaktertől „húzást” kér, ilyenkor az erősebb karakter a számára könnyű szörnyek elpusztításával növeli a gyengébbik karakter pontjait.
A meghalt karakter feltámasztható a helyszínen 0 életponttal; ez általában nagyobb mértékű tapasztalatlevonással jár, ha a karaktert szörnyek ölték meg. Levonás nélkül folytatható a játék egy másik játékos támadása után, vagy a térkép egy kijelölt pontján – ez saját birodalomban lakott területen található, semleges és ellenséges területen pedig a hazafelé vezető átjárónál. Az újjáéledt játékos pár másodpercig láthatatlan, de sebezhető. Ezért nem ritka a legyőzött ellenséges (vagy a támadóval ellentétes rangú) játékos földön tartása („blockolás”), amivel általában a városban/átjárónál éledésre próbálják rákényszeríteni.

### Céhek és PvP
A játékosok céheket alapíthatnak, melyekhez több tucatnyi játékos csatlakozhat, majd ezek háborúzhatnak egymással – a háborúk eredményeit egy nyilvános lista rögzíti. A céhek telket vásárolhatnak, melyeken különböző előnyöket jelentő épületeket húzhatnak fel. A PvP (a játékosok egymás elleni harca) a játék szinte egész területén lehetséges mind közös megegyezés alapján (párbaj), mind anélkül („szabad” PvP) – ez alól csak apró biztonsági területek jelentenek kivételt, melyek főleg a városokban találhatók. A 15 szint alatti játékosok a saját birodalmukban védettek a PvP-től.
Az azonos birodalomhoz tartozó játékosok egymás elleni orvtámadásait egy rangrendszer bünteti: a honfitársak legyilkolása csökkenti a rangpontokat. A negatív rangpontú játékos karakterét büntetlenül megölhetik a pozitív rangúak, míg a negatív rangú további levonást kap, ha megvédi magát – az ilyen helyzeteket a „menekült köpeny” nevű tárggyal kerülheti el. A rangpont nagy mennyiségű szörny vadászatával és a játékban töltött idővel egyaránt növelhető, és a többi játékos számára különböző fantázianevekkel (agresszív, barátságos, lovagias, stb.) kerül kijelzésre. A visszaélések elkerülése miatt (például a támadó játékos büntetlen gyógyítása, erősítése) a csoportban harcoló játékosok közt megoszlanak a rangpont változásai is, így viszont lehetséges a másik rangjának „lerontása” negatív tartományba.
Az 50-es szint feletti negatív rangpontszámú karakter változó mennyiségű tárgyat dobhat el halálakor (ez ellen „Lucy gyűrűje” véd, olyankor azt a tárgyat dobjuk el, nem pedig az értékesebb dolgainkat). A „G” szintű készségek fejlesztése is rangpontot von le, így a gyors készségfejlesztés a felszerelés kockáztatásával járhat.

### Magánszerverek
Más MMORPG-khez hasonlóan a Metin2-nek is létezik közkézen forgó szerverprogramja, melyekkel „privátszerver” üzemeltethető. Mivel a hivatalos magyar Metin2 szervert a Gameforge üzemelteti, minden más magyarországi szerver illegálisnak számít. A privátszervereken sokszor megváltoztatott szorzók működnek, melyek miatt a játékos olykor akár órák alatt is elérheti a hivatalos szervereken általában csak több év alatt teljesíthető 105. (egyes szervereken magasabb) szintet, és megszerezheti a legerősebb felszerelést. A karakterfejlesztés – tehát a szörnyek elleni küzdelem – jelentéktelenné válása miatt az ilyen szervert PvP-szervernek is nevezik.

## Karakterosztályok
A játékosok öt karaktertípus közül választhatnak (harcos, nindzsa, sura, sámán illetve lycan/farkasember), melyek további 2-2 alkasztra oszlanak (a Lycan esetében csak 1), ami az általuk használható készségeket határozza meg. A karaktereknek 6 megtanulható készségük van, melyeket szintlépéskor kapott pontokkal lehet mesterszintre fejleszteni, majd könyvekkel nagymesteri, és úgynevezett „lélekkövekkel” tökéletes szintre. Sok más MMORPG-vel ellentétben a Metin2-ben csak emberi karakterek választhatók.

### Harcos

Egy testi harcos, a kard aurája használata közben (balra) és egy mentális, az erős test használata közben (jobbra).

A leggyakrabban választott karakterosztály, a magyar szervereken a játékosok majdnem 60%-a ezzel játszik. Általában ennél a karakternél a legjobb a védettség, támadóerő és életpontok aránya. A kardokat és az azoknál erősebb kétkezes bárdokat egyaránt használhatják.

A fórumokon gyakran visszatérő panasz, hogy a harcos (főleg a testharcos) ereje és taktikai előnyei kiegyensúlyozatlanná teszik a játékot. Az érv, hogy felszerelése és készségkönyvei is irreálisnak tűnő összegekért kerülnek a piacokra, egyaránt elhangzik ez előbbi állítás ellen (hiszen nehéz megfizetni őket, ami hátrányt jelent) és mellett is (hiszen irreális összegekért is hamar elkelnek). Lóhátról is jól lehet vele fejlődni, ilyenkor a kétkezes fegyvereket előnyösebb használni.
Testi harcos (나한군; Nahangun): Készségei a minél gyorsabb és erősebb támadást segítik, az ellenfelet harc közben gyakran lebéníthatja, és gyors ütéseivel könnyen képtelenné teheti a helyváltoztatásra. A legtöbb karakter ellen kitűnő, szörnyek ellen jó.
Képességei:
- A kard aurája: világoskék fénnyel burkolja be a játékos fegyverét, megnöveli a támadóerőt. Ez a testi harcos legfőbb képessége.
- Harci mámor: megnöveli a támadási sebességet, de hátránya, hogy csökkenti a játékos védelmét.
- Forgó kard: A testi harcos legerősebb támadóképessége, körbeforgatja a kardot és több célpontot is megsebez vele.
- Háromirányú vágás: Szintén több célpontra ható háromszoros csapás. Eleinte nem túl erős, de ahogy fejlődik, fokozatosan erősödik.
- Száguldás: A játékos nekirohan a kiválasztott célpontnak, és amellett hogy megsebzi, el is kábítja azt egy rövid időre.
- Égi csapás: A kardban villámok gyűlnek, és a kardot a földhöz vágva sebzi meg az ellenfelet a játékos.

Mentális harcos (별기군; Pjolgigun (Byeolgigun)): Képességei végett magas védelemmel rendelkezik, de lomha támadókészségei vannak. Szintén béníthat. Távharcban gyenge, közelharcban jó, szörnyek ellen kitűnő, fejlődős karakter.
Képességei:
- Erős test: Kék színű karikát idéz a játékos lába alá, megerősíti a védelmet, viszont csökkenti a mozgási sebességet. Kétségkívül a mentális harcos legfontosabb készsége.
- Áthatolás: Erős, több célpont ellen is hasznos frontális támadás.
- Heves csapás: A játékos felugrik és a földre sújt fegyverével. Távol lévő célpontot is meg tud ez a készség sebezni.
- Kard ütés: Távolsági képesség, kábítási eséllyel rendelkezik.
- Dübörgés: A játékos a földre dobbantja a lábát, és a körülötte lévő célpontokat fellöki. Szintén kábítási eséllyel rendelkező képesség.
- Kitörés: A kardot a karakter földhöz vágja egy lökéshullámot indítva ezzel el, ami megsebzi a környezetében álló célpontokat.

### Nindzsa
Jó taktikai érzéket és időzítést kívánó karakterek; a magyar szervereken ilyennel játszanak a legkevesebben. 1-1 kivétellel minden készségük aktívan támadó képesség, és 1-1 mérgezni is képes közülük. Különösen nagy „kitérés” jellemzi őket, ami az őket ért támadás legyengülésében nyilvánul meg. A kardok mellett tőröket és íjakat is használhatnak, készségeket azonban csak pengére, illetve csak íjra fejleszthetnek.

Kedvelt csapattag, ugyanis íjakkal nagyobb tömegben is képes szörnyeket csalogatni („lure”-olni).
Tőrnindzsa (비살군; Piszalgun (Bisalgun)): Támadás előtt képes a lopakodásra, tőrökkel kétszer akkorákat sebez, mint karddal, és gyorsabban is üt velük. Legfőbb hátránya, hogy mozgó célpontot könnyen eltéveszt. Szörnyek ellen közepes, főszörnyek ellen kitűnő, játékosok ellen kitűnő. Alacsonyabb szinten minden tekintetben gyenge, ez okozhatja népszerűtlenségét is. Nagyobb szinten PvP-ben nagy a hátránya a mágusokkal szemben, de a harcosokat könnyen veri, persze az alábbi mágusokat (sura, sámán) is képes simán legyőzni megfelelő felszereléssel.
Képességei:
- Leshely: Pontos szúrást ejt a célponton. Ha a célpontot hátulról találta el, bónusz sebzést ad. A tőrnindzsa legfontosabb képessége.
- Kard forgatag: A játékos mondhatni bukfencezik egyet, és közben több célpontot is megsebez. Mérgezési eséllyel rendelkezik, ez tökéletes szinten 6%, de ha sikerül „beleakasztani” a célpontot, akkor 3-szor sebzi, tehát 18%.
- Villám csapás: Teleportáló támadás, a játékos ugrik egyet és lesújt a célpontra.
- Méreg felhő: A játékos méreggel fújja le a célpontot, amiből többet is eltalálhat vele. Tökéletes szinten 50% a mérgezés esélye, és a fújással okozott sebzés mágia alapú.
- Álcázás: A játékos láthatatlanná válik, és erőt gyűjt a harchoz. Tökéletes szinten +62%-ot ad a leshely sebzéséhez az álcázás.
- Alattomos méreg: Villám csapáshoz hasonló teleportáló támadás, mérgezési eséllyel.

Íjász (강노군; Kangnogun (Gangnogun)): Egyik legfontosabb készsége a mérgezett nyíl, mellyel sebezni, mérgezni és bénítani is egyszerre képes. Komoly taktikai hátránya, hogy a másik 7 karaktertípussal ellentétben nem tud ütni a készségekhez szükséges fegyverével, ezért közelharcból nehezen szabadul ki. Ellentmondásos módon csak közelről tud erős lövéseket leadni. Szörnyek ellen gyenge, főszörnyek ellen (átváltozva) kitűnő, játékosok ellen kitűnő.
Képességei:
- Mérgezett nyíl: Sebzése alacsony eleinte, de egyre növekvő mérgezési esélye (ami tökéletes szinten 100%!) miatt az íjásznindzsa legfontosabb képessége. Kábítási, és fellökési eséllyel is rendelkezik.
- Tűznyíl: Az íjásznindzsa legerősebb támadóképessége.
- Ismételt lövés: A játékos egymás után több nyilat lő ki, tökéletes szinten 9 darabot. Hátránya, hogy amíg nem lőtte ki mindet, egy helyben kell maradni, emiatt könnyű prédává válik ha nem kábítja be előtte az ellenfelét.
- Nyíleső: Az egyik leghaszontalanabb képesség a játékban. Egyidejűleg több nyilat lő ki, amik más-más célpontot találnak el, de alacsony szinten nagyon gyengén sebeznek, de még tökéletes szinten is csak közepesnek mondható az erejük.
- Pehelykönnyű lépések: Megnöveli a futás sebességét. Mivel tökéletes szinten is csak 75-tel növeli meg, ezt a képességet éri meg utolsóként fejleszteni.

### Sura

Egy kardsura (WP), elvarázsolt penge és félelem használata közben (balra) és egy feketemágus (BM), láng lelke illetve sötét védelem használata közben (jobbra).

A surák olyan harcosok, akik jobbára a készségeikre hagyatkoznak. Puszta közelharcban gyakran alulmaradnak a harcosokkal vagy tőrnindzsákkal szemben. Két altípusuk merőben eltér: szinte teljesen PvE, illetve PvP karakterek. A surák csak kardokat használhatnak. Képességeik erejét minden esetben az intelligenciájuk növeli.
Kardmágus (WP) (환무군; Hvanmugun (Hwanmugun)): a test- és mentálharcos egyfajta keveréke három különböző öntámogató készségével. Más játékosok ellen leginkább varázslatkioltó készségét használhatja ki, mellyel – a surák passzív készségeit kivéve – az összes támogató hatástól megfoszthatja ellenfelét. Szörnyek ellen kitűnő, játékosok ellen közepes.
Képességei:
- Elvarázsolt penge: Szikrákkal látja el a kardot, minden sebzés (szintenként növekvő) százalékát elszívja, öngyógyításra. Sok szörnynél, tökéletes szinten alig csökken a játékos élete, szinte egyből visszagyógyul. A kardsura legfontosabb képessége.
- Félelem: Szintenként növekvő százalékban (felső határ: 37%) csökkenti a beérkező támadásokat. Ez a kardsura második legfontosabb képessége.
- Elvarázsolt vértezés: Szintenként növekvő védekezést ad, és esélyt a támadás visszaverésére. Sokak szerint felesleges, emiatt nem fejlesztik.
- Sárkány örvény: A játékos felugrás közben körbefordul, és megsebzi az ellenségeket. Az egyik leghatásosabb támadóképesség.
- Ujjcsapás: A játékos bal kezével beleszúr a célpont(ok)ba, szintén hasznos.
- Varázslat kioltás: A kardsura egyetlen távolsági készsége, és a játék egyetlen buff (segítő varázslat) eltávolítására alkalmas képessége. Az eltávolítás esélye szintenként növekszik.

Feketemágus (BM) (흑마군; Hungmagun (Heukmagun): közepes és nagy hatótávú mágikus készségeivel támadja ellenfelét. Övé a játék legerősebb párbajkészsége, a láng lelke, mely véletlenszerűen választott, közeli ellenséget támad 3 másodpercenként. Sötét védelmével képes a kapott sebzés egy részét a varázserejére terhelni, illetve magasabb szinten elnyelni. Szörnyek ellen gyenge, játékosok ellen kitűnő.
Képességei:
- Sötét védelem: Lilásfekete aurát idéz maga köré a játékos, és manasérüléssé alakítja át a beérkező sebzés (csakugyan szintenként növekvő) %-át, ennek az értéke tökéletes szinten 75%. A feketesura legfontosabb képessége.
- Láng lelke: A játék legjobb PvP képessége. Tűzgolyót idéz maga köré a karakter, ami minden ellenséget támad, aminek csak a közelébe kerül a játékos. Magas szinten elég erős sebzést produkál. Ez a feketesura második legfontosabb képessége.
- Sötét kő: A feketesura legerősebb támadó képessége. Elhajít egy fekete golyót, és megsebesíti vele az ellenfelét.
- Láng csapás: A játékos dobbant egyet, és lángok csapnak fel a földről. Több célpontot is sebez, emiatt hasznos képesség.
- Szellem csapás: A játékos egy hosszú fekete lándzsára emlékeztető mágikus tárgyat vág az ellenségéhez. A képesség egyre növekvő lassítási eséllyel rendelkezik.
- Sötét támadás: A játékos egy fekete labdát hajít a célponthoz, ami megsebzi. Ez minden, emiatt sokan utolsóként fejlesztik.

### Sámán
A sámán a többinél valamivel kifonomultabb karaktertípus. Mivel támadókészségei az átlagnál gyengébbek (gyógysámán), viszont másokra is adható áldásokkal rendelkezik, gyakran „buffernek” (támogató mágusnak) nevezik. Ezért a sámánok inkább társaikkal csoportban harcolva, és őket erősítve, gyógyítva fejlődhetnek, mint magányosan. Fegyverük a legyező és a csengő; utóbbit inkább lóhátról használják, nagyobb fizikai sebzése miatt.
Sárkánysámán (천룡군; Csholljonggun (Cheonryonggun)): Kisebb hatótávú támadókészségei és karakter támadóerejét, fizikai védelmét javító áldásai vannak, ezért igen kedvelt csapattag. Szörnyek ellen közepes, távharcos játékosok ellen közepes, közelharcosok ellen jó.
Képességei:
- Sárkány segítsége: A sárkánysámán legfontosabb „buff” (támogató) képessége. Szintenként növekvő kritikus (kétszer akkorát sebző) csapásra való esélyt ad, tökéletes szinten 34% körülit, maximum (140) intelligenciával 51%-ot.
- Áldás: Kék aurát alkot a játékos körül, és a sebzéseket tompítja, tökéletes szinten 34% körüli tompítást biztosít, maximum intelligenciával 51%-ot.
- Visszaverni: Meghatározott esélyt ad a közelharci támadás visszaverésére. Ez tökéletes szinten 34%, maximum intelligenciával pedig 63% (!).
- Sárkány ordítás: A sárkánysámán fő támadó képessége. Tartós tűz, vagy köznyelvben „tűzkár” esélye növekszik szintenként. Ez tökéletes szinten 22% esélyt takar. Amíg a mérgezés legfeljebb 1-re viszi le az áldozat életét, a tűzkár halálos lehet.
- Sárkány lövés: elszabadít egy sárkány alakú lángot, és egy vonalban végigsebzi az ellenségeket. Az ordításhoz hasonló tűzkár eséllyel bír.
- Repülő talizmán: Ez a képesség szinte kizárólag PvP-re, játékos-játékos küzdelemre jó.

Gyógyító (광뢰군; Kvangnögun (Gwangroegun)): Nagy hatótávú, de gyengébb készségei villám idézés, gyógyító, illetve gyorsító áldásai vannak, melyekkel kevésbé népszerű csapattag, cserébe viszont játékosok ellen erősebb. Legfontosabb készsége a gyógyítás, mellyel nem csak sok életerőt tölthet egy pillanat alatt, de az átkokat is eltüntetheti, így nehezen leküzdhető párbajellenféllé válhat. Szörnyek ellen gyenge, játékosok ellen kitűnő.
Képességei:
- Villám könyörgés: Robbant egy szikrát, tömegsebző képesség, a villámsámán legerősebbje. Szintenként növekvő ájulási eséllyel, de ez tökéletes szinten is elég csekély (27%).
- Villám hajítás: Villámgolyót vág a célponthoz. Magas szinten szép sebzést produkál.
- Kezelés (régi nevén: Kúrál): Csapattársat, vagy önmagát gyógyítja vele a játékos. Nemcsak életet tölt vissza, egyre növekvő eséllyel (alapszinten 24%, tökéletes szinten 120%) eltörli a negatív tulajdonságokat (méreg, lassítás, tűzkár).
- Gyorsítás: A villámsámán utolsó igazából hasznos képessége. Megnöveli a futás, a támadás, és a képességek feltöltésének sebességét. Csapattagon is használható.
- Villám karom: Mivel több ellenfélre hat, ezért legfeljebb szörnygyűjtésre, „lurézásra” (ellenfelek egy adott helyre csalogatására) jó. Magas szinten is csak közepesnek mondható a sebzése.
- Támadás+: Ez a képesség enyhén szólva is tragikusan le van butítva. Támadóerőt ad, akárcsak a Kard aurája, és csapattagon is használható, viszont tökéletes szinten is csak 46-ot, ami nagyon kevés.

### Vérfarkas
A Vérfarkasok egy vírus következtében elvesztették emberi alakjukat, és természetfeletti képességekre tettek szert. Ez a játékban úgy vetül le, hogy a karakter kiválóan alkalmas párbajozásra, mindemellett van 2 támogató képessége is, a sámánokhoz hasonlóan. Csak férfi karakter hozható létre. Az egyetlen kaszt, amely csak egy specializációval rendelkezik.
Képességei:
- Széttépés: Egymás után többször mér ütést a célpontra, majd a farkas felugrik és lecsap az ellenfelére. Azonban csak az ütések okoznak kárt az ellenségben.
- Farkasugrás: Ugró támadással támadja az ellenfelet.
- Bíborfarkas-lélek: A Bíborfarkas-lélek aktiválására a megnövekszik a támadóérték, viszont a védelem lecsökken, az ellenség vértje pedig teljesen lecsökken. Önbuff.
- Farkaslehelet: Egy halálos széllökéssel támadja az ellenfelet. A Farkaslehelet képes kábulást okozni az ellenfelére.
- Farkaskarmolás: Széttépi ellenfeled páncélzatát.
- Indigófarkas-lélek: Az indigófarkas-lélek, hasonlóan a sámán képességeihez, használható csapattagon is. Amíg tart a hatása megnöveli a támadó sebességet és a kitérést.

## Érdekességek
A játék ma ismert változatában egy 'orkvölgy' található, Seungryong néven (승룡, Szungnjong) azonban az eredeti tervek szerint minden birodalomnak lett volna sajátja Imji (임지, Imdzsi; Chunjo birodalom) illetve Bangsan (방산, Pangszan; Jinno birodalom).

## Fordítás
- Ez a szócikk részben vagy egészben a Metin2 című német Wikipédia-szócikk fordításán alapul.  Az eredeti cikk szerkesztőit annak laptörténete sorolja fel. Ez a jelzés csupán a megfogalmazás eredetét és a szerzői jogokat jelzi, nem szolgál a cikkben szereplő információk forrásmegjelöléseként.
- Ez a szócikk részben vagy egészben a Metin2 című román Wikipédia-szócikk fordításán alapul.  Az eredeti cikk szerkesztőit annak laptörténete sorolja fel. Ez a jelzés csupán a megfogalmazás eredetét és a szerzői jogokat jelzi, nem szolgál a cikkben szereplő információk forrásmegjelöléseként.